# Utsjoki
Utsjoki er en kommune i Lapland, Finland.

## Personer fra Utsjoki
- Kirsti Paltto (1947-), forfatter
- Hildá Länsman (1993-), kunstner[1]

- Mantojärvi
- Nuorgam (by) i 2012